# Polnische Badmintonmeisterschaft 2022
Die Polnische Badmintonmeisterschaft 2022 fand vom 9. bis zum 12. Juni 2022 in Białystok statt. Es war die 58. Austragung der Titelkämpfe.

## Medaillengewinner
| Disziplin    | Gold                                 | Silber                                    | Bronze                                |
| ------------ | ------------------------------------ | ----------------------------------------- | ------------------------------------- |
| Herreneinzel | Krzysztof Jakowczuk                  | Michał Rogalski                           | Dominik Kwinta                        |
| Herreneinzel | Krzysztof Jakowczuk                  | Michał Rogalski                           | Łukasz Cimosz                         |
| Dameneinzel  | Zuzanna Jankowska                    | Ulyana Volskaya                           | Karolina Władzińska                   |
| Dameneinzel  | Zuzanna Jankowska                    | Ulyana Volskaya                           | Weronika Górniak                      |
| Herrendoppel | Miłosz Bochat Wiktor Trecki          | Przemysław Wacha Michał Łogosz            | Michał Sobolewski Adam Szolc          |
| Herrendoppel | Miłosz Bochat Wiktor Trecki          | Przemysław Wacha Michał Łogosz            | Robert Cybulski Przemysław Szydłowski |
| Damendoppel  | Dominika Kwaśnik Kornelia Marczak    | Paulina Hankiewicz Magdalena Świerczyńska | Julia Piwowar Julia Stankiewicz       |
| Damendoppel  | Dominika Kwaśnik Kornelia Marczak    | Paulina Hankiewicz Magdalena Świerczyńska | Wiktoria Adamek Olga Miksza           |
| Mixed        | Miłosz Bochat Magdalena Świerczyńska | Robert Cybulski Wiktoria Dąbczyńska       | Paweł Śmiłowski Wiktoria Adamek       |
| Mixed        | Miłosz Bochat Magdalena Świerczyńska | Robert Cybulski Wiktoria Dąbczyńska       | Wiktor Trecki Paulina Hankiewicz      |